# Giuseppe Casabona
Giuseppe Casabona o più raramente Giuseppe Benincasa (in fiammingo: Joseph Goedenhuyze o Goedenhuize) (... – 1595) è stato un botanico e naturalista fiammingo attivo alla corte del Granducato di Toscana.

## Biografia
Giuseppe Casabona nacque nelle Fiandre, probabilmente a metà del XVI secolo, ma si trasferì presto a Firenze, probabilmente da adolescente. I suoi genitori e la sua istruzione sono sconosciuti, ma quest'ultima non sembra essere andata molto oltre quella di un erborista. Probabilmente intorno al 1570 entrò al servizio di Niccolò Gaddi: Gaddi aveva costruito un importante giardino botanico nel parco del suo palazzo, nel quale Goedenhuyze riportò alcune piante da Livorno, dal Monte Pisano e Barga. Nel 1578 o forse prima, l'influenza di Gaddi a corte fece guadagnare a Goedenhuyze un ruolo alla corte di Francesco I, come uno dei giardinieri del suo Giardino delle Stalle, del Giardino dei Semplici e del giardino del suo casino di San Marco. Viaggiò molto per riportare nuove piante per i giardini, inviando lettere ai granduchi e ai suoi amici scienziati.
Nell'estate-autunno del 1578 andò alla ricerca di piante nelle Alpi Apuane, arrivando fino alla Liguria e al Piemonte e tra maggio e giugno 1579 visitò Grosseto, l'Argentario, Piombino e l'isola d'Elba, tornando nelle Apuane vicino a Seravezza. Nella primavera del 1581 raccolse piante nei territori di Padova, Bassano e Vicenza, finendo fino al Trentino  All'inizio dell'estate del 1583 partì dalla Garfagnana, attraversando le montagne intorno a Parma e raggiungendo i Colli Euganei e il monte Summano vicino a Vicenza, inoltre in agosto visitò i giardini di Padova e Venezia
Negli ultimi anni Francesco I cominciò a trascurare i suoi giardini in favore delle sue collezioni d'arte e delle scienze e Goedenhuyze si lamentò del suo basso stipendio e dei pochi fondi per l'acquisto. Il suo successore Ferdinando I confermò l'incarico di Goedenhuyze, gli aumentò lo stipendio e gli assegnò un terreno più ampio a Firenze per piantare il suo giardino. In questo periodo Goedenhuyze entrò in contatto con botanici e scienziati in tutta Italia e in Europa, come Ulisse Aldrovandi, Gian Vincenzo Pinelli, Karl Clusius (direttore dell'orto botanico di Leida) e Joachim Camerarius il Giovane. Ferdinando lo raccomandò a Leonardo Valmarana, conte di Vicenza e a Girolamo Cappello, fratello della granduchessa vedova Bianca. Grazie a questa raccomandazione ritornò a Padova nell'estate del 1588 e da lì iniziò un lungo viaggio attraverso i territori della Repubblica di Venezia, comprendendo i monti Lessini, il monte Summano, Rosà (dove fu ospite di Capello), Bassano, Cividale del Friuli, Fiera di Primiero e Agordo). Il viaggio culminò con la scalata del monte Baldo, anche se i contadini locali pensavano che Goedenhuyze fosse un negromante e così il conte Agostino Giusti (padrino del guardiano di Verona) dovette fornirgli una scorta armata.
Nel 1589 Goedenhuyze fu eletto ciambellano della Compagnia di S. Barbara dei Fiamminghi a Firenze e nell'ottobre di quell'anno si recò a Venezia nel tentativo di salpare per Creta: il tentativo fallì ma riuscì comunque a utilizzare il viaggio per studiare le erbe a Verona e Mantova. Come risulta da una lettera di Clusius, nell'aprile del 1590 si trovava a Pisa per lavorare nel suo vecchio orto botanico, allora diretto da Lorenzo Mazzanga da Barga. Nei mesi di luglio e agosto dello stesso anno visitò le montagne della Liguria, Monaco e Nizza e alla fine dell'estate del 1590 fece un altro tentativo di visitare Creta. Nel suo viaggio di ritorno non poté unirsi al nipote di Camerarius, Gioacchino Jungermann, ma il 17 settembre riuscì a imbarcarsi su una galea comandata da Girolamo Cappello, nominato governatore di Creta. Durante il viaggio esplorò le coste dell'Istria, della Dalmazia e dell Albania prima di approdare finalmente a Candia il 22 novembre. Goedenhuyze esplorò l'intera isola per quasi un anno, raccogliendo piante e commissionando i disegni di alcune di esse a Georg Dyckman, un soldato tedesco dell'esercito veneziano. Trentacinque immagini di Dyckman si trovano ora nella biblioteca universitaria di Pisa, copie di Aldrovandi di altri diciassette nella biblioteca universitaria di Bologna.
Goedenhuyze ritornò a Venezia ai primi di novembre del 1591 e da lì si recò subito a Firenze, con grossi problemi di salute ma anche ansioso di riprendere i lavori dei giardini, che in sua assenza erano stati curati dal cognato Giulio Marucelli. Goedenhuyze fu nominato prefetto dell'orto botanico dei Medici a Pisa e vi arrivò all'inizio del 1592, guidando il trasferimento delle piante dalla vecchia sede presso il convento di Santa Maria a una nuova in Via Santa Maria, i cui lavori durarono almeno fino al 1595 e forse più a lungo. Nell'autunno del 1595 si recò in Corsica ma quest'ultimo sforzo gli fu fatale e morì alla fine di quell'anno. La vedova vendette al granduca nel febbraio 1596 la sua piccola collezione di minerali, animali e disegni zoologici e botanici. Gli successe nel giardino di Pisa Francesco Malocchi, che continuò a collaborare con il figlio di Goedenhuyze, Francesco.